# Антермоја (Болцано)
Антермоја (итал. Antermoia) је насеље у Италији у округу Болцано, региону Трентино-Јужни Тирол.
Према процени из 2011. у насељу је живело 176 становника. Насеље се налази на надморској висини од 1527 м.